# John Vivyan
 (avril 2020).
Si vous disposez d'ouvrages ou d'articles de référence ou si vous connaissez des sites web de qualité traitant du thème abordé ici, merci de compléter l'article en donnant les références utiles à sa vérifiabilité et en les liant à la section « Notes et références ».
John Vivyan (31 mai 1915-20 décembre 1983) est un acteur américain actif principalement entre 1957 et 1970. 
Il était notamment connu pour son rôle principal en tant que joueur débonnaire dans la série d'aventure CBS, Bonne chance M. Lucky.

## Filmographie
| Année | Titre                                | Rôle           | Notes                            |
| ----- | ------------------------------------ | -------------- | -------------------------------- |
| 1956  | Le Faux Coupable (The Wrong Man)     | Dét. Holman    | Uncredited                       |
| 1958  | Mirage de la vie (Imitation of Life) | Young Man      |                                  |
| 1962  | Rider on a Dead Horse                | Hayden         |                                  |
| 1982  | WKRP in Cincinnati                   | Mr. Mittenhoff | guest star, saison 4, épisode 12 |